# Криве
Криве (слч. Krivé) насељено је мјесто са административним статусом сеоске општине (слч. obec) у округу Бардјејов, у Прешовском крају, Словачка Република.

## Становништво
| Година:    | 1994. | 2004.    | 2014.   | 2024.   |
| ---------- | ----- | -------- | ------- | ------- |
| Број људи: | 232   | 201      | 220     | 206     |
| Разлика:   |       | -13,36 % | +9,45 % | -6,36 % |

| Година:    | 2023. | 2024.   |
| ---------- | ----- | ------- |
| Број људи: | 211   | 206     |
| Разлика:   |       | -2,36 % |

Према подацима о броју становника из 2024. године насеље је имало 206 становника.